# Triorbis aureovitta
Triorbis aureovitta är en fjärilsart som beskrevs av George Francis Hampson 1902. Triorbis aureovitta ingår i släktet Triorbis och familjen trågspinnare. Inga underarter finns listade i Catalogue of Life.